# Pasching
Pasching je obec v rakouské spolkové zemi Horní Rakousy v okrese Linec-venkov.
K 1. lednu 2021 zde žilo 7 688 obyvatel.
Pasching leží 10 km jihozápadně od Lince na potoce Krumbach. Farní kostel Jana Křtitele je zmiňován již roku 1111. Počet obyvatel vzrostl po druhé světové válce, kdy se zde usazovali vyhnanci z východní Evropy. V roce 1989 bylo otevřeno PlusCity, které je největším nákupním centrem v Horním Rakousku. V městské části Wagram se nachází akvapark.
Pasching je známý také díky fotbalovému klubu ASKÖ Pasching, který hrál i v evropských pohárech, po jeho přesunu do Klagenfurtu zde působí druholigový FC Juniors OÖ. Ve městě žila herečka Birgit Minichmayrová.